# 克雷格·马勒
克雷格·马勒（英語：Craig Muller，1961年6月7日—），澳大利亚男子赛艇运动员。他曾代表澳大利亚参加1984年夏季奥林匹克运动会赛艇比赛，获得男子八人单桨有舵手铜牌。